# Amazing (canção de Mary J. Blige)
"Amazing" é uma canção da cantora americana Mary J. Blige com a participação de DJ Khaled. Foi lançada simultaneamente com Good Morning Gorgeous em 3 de Dezembro de 2021 como single de seu 14º álbum de estúdio, Good Morning Gorgeous.

## Composição
"Amazing" é uma canção com uma amostra de reggae, baixo, chimbal trappy e caixa, que fala sobre autoconfiança, "Todos os dias, como no meu aniversário, traga o bolo, traga o bolo, traga o bolo. Eu me sinto bem, me sinto ótima, cara, me sinto incrível", canta Blige.
Foi escrita por Blige, Brittany Coney, Denisia Andrews, DJ Khaled, Streetrunner, Tarik Azzouz e produzida por DJ Khaled, Streetrunner e Tarik Azzouz. A faixa ainda contém interpolações de "You Don't Love Me (No, No, No)" escrita por Willie Cobbs, Bo Diddley e performada por Dawn Penn.

## Videoclipe
O videoclipe mostra Blige e DJ Khaled celebrando a vida em uma mansão, ao lado de amigos famosos: O rapper Sean Combs/Diddy e seu filho Justin Combs, a radialista, rapper e atriz Angie Martinez, a rapper Trina e a estilista Misa Hylton. Foi dirigido por Eif Rivera e lançado em seu canal oficial do Youtube em 21 de Dezembro de 2021.

## Recepção da Crítica
D-Money do portal Soulbounce disse que Amazing "é o hit dos dois, onde ela canta sobre estar iluminada e se sentir fantástica enquanto traz os dólares e a atitude no refrão. Enquanto isso DJ Khaled desempenha o papel de Hype man enquanto exalta MJB e seus muitos elogios".

## Faixas e formatos
| Download Digital |                                       |         |  |
| N.º              | Título                                | Duração |  |
| 1.               | "Amazing" (participação de DJ Khaled) | 2:40    |  |

## Histórico de lançamento
| País   | Data                  | Formato                     | Gravadora                                |
| ------ | --------------------- | --------------------------- | ---------------------------------------- |
| Várias | 3 de Dezembro de 2021 | Download digital, streaming | Mary Jane Productions, 300 Entertainment |